# Skra Bełchatów
El Skra Bełchatów (anomenat la temporada 2007/08 PGE Skra Bełchatów) és un club de voleibol de la ciutat de Bełchatów.

## Palmarès
- Lliga polonesa de voleibol masculina
  - Guanyador (9): 2005, 2006, 2007, 2008, 2009, 2010, 2011, 2014, 2018
    - El segon lloc (2) 2012, 2017
      - Tercer lloc (3): 2002, 2015, 2016

- Copa polonesa de voleibol masculina
  - Guanyador (7): 2005, 2006, 2007, 2009, 2011, 2012, 2016
    - El segon lloc (3) 2004, 2017, 2018

- Supercopa polonesa de voleibol masculina
  - Guanyador (2): 2012, 2014, 2017, 2018

- Copa d'Europa de voleibol masculina
  - El segon lloc (1) 2012
    - Tercer lloc (2): 2008, 2010
      - El quart lloc (1): 2015

- Copa del Món de Clubs de Voleibol
  - El segon lloc (2): 2009, 2010
    - Tercer lloc (1): 2012
    - El quart lloc (1): 2017